# 사코와 반제티

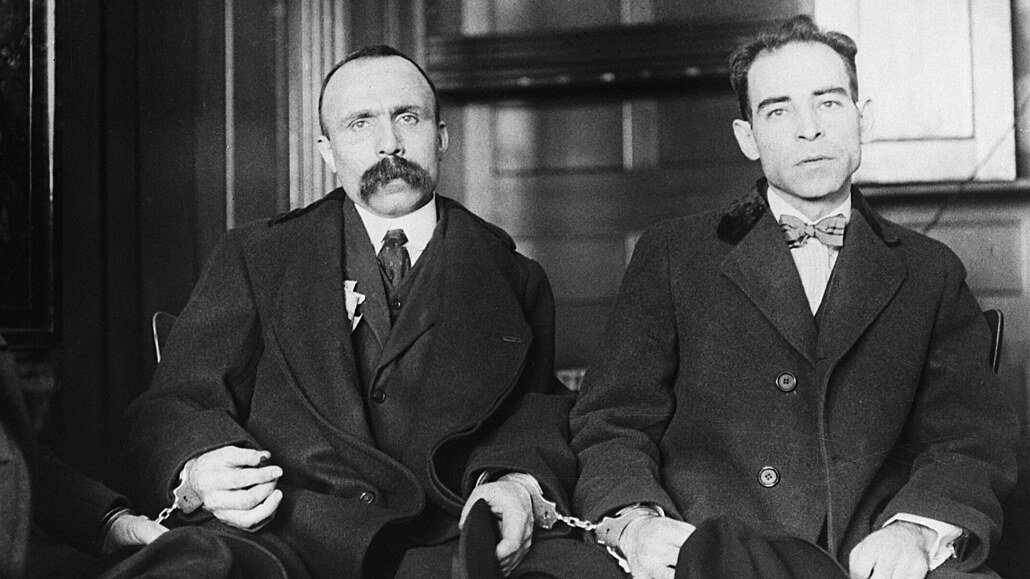
수갑을 찬 바르톨로메오 반제티(왼쪽)와 니콜라 사코(오른쪽)

니콜라 사코(Nicola Sacco, 1891년 4월 22일 ~ 1927년 8월 23일)와 바르톨로메오 반제티(Bartolomeo Vanzetti, 1888년 6월 11일 ~ 1927년 8월 23일)는 이탈리아계 미국인 무정부주의자들로, 1920년 미국 메사추세스 주의 신발공장을 무장강도하다가 사람 두 명을 죽인 혐의로 기소되었다.

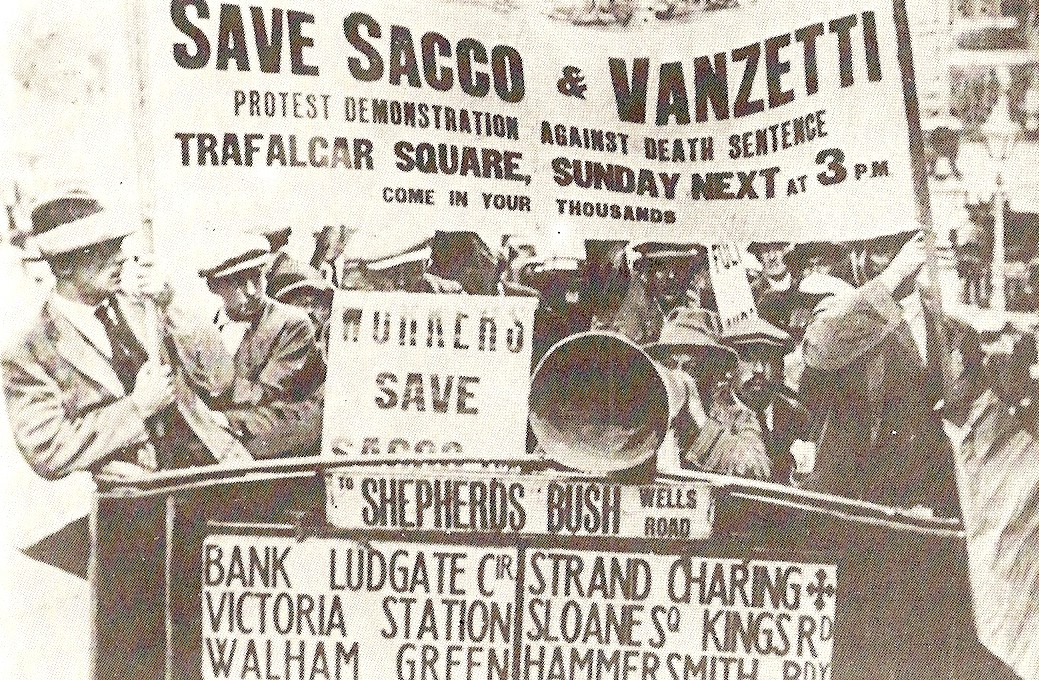
사코와 반제티의 무죄를 주장하며 잉글랜드에서 벌어진 시위.

사건 발생 당시 사코는 보스턴에, 반제티는 플리머스에 있었다는 것을 증언한 많은 증인들이 나타났다. 어째서 무기를 갖고 있었냐는 질문에 그들은 자신들의 무정부주의 신념을 법정에서 설명했고, 아마 이로 인해 배심원들에게 선입견을 주게 된 것으로 보인다. 1921년 7월 14일, 배심원은 사코와 반제티에게 1급 살인 유죄를 선고했다. 숱한 항소가 제기되었으나 모두 1심 판사 웹스터 세이어에 의해 기각되었다. 이 사건은 1925년까지 전세계적인 관심의 대상이 되었다. 하버드 법대 교수 펠릭스 프랑크푸르트는 그들의 무고함을 주장했다. 사코와 반제티는 1927년 4월 23일 전기의자로 사형당했고, 엄청난 항의가 뒤따라 파리, 런던 등에서 폭동이 일어났다.
두 사람이 사형당한 이후, 비난여론은 두 사람이 그들의 무정부주의 신념 때문에 유죄 선고를 받았으며, 사법살인을 당했다는 총의에 이르렀다.

## 같이 보기
- 루이지 갈레아니